# 毒笑小說
《毒笑小說》是日本作家東野圭吾的黑色幽默小說集。是「〇笑小說系列」的第二本小說。書中短篇作品自1992年~1995年刊載於『小说Subaru』、『小説推理』、『野性時代』、和『小說寶石』。1996年7月集英社集結短篇發行單行本命名《毒笑小說》發行，1999年集英社文庫化。

## 出版書籍
| 出版社       | 出版日期       | 格式   | 頁數  | ISBN                   | 譯者   |
| ------------ | -------------- | ------ | ----- | ---------------------- | ------ |
| 集英社       | 1996年7月26日  | 單行本 | 312頁 | ISBN 978-4-08-774207-7 | 不適用 |
| 集英社       | 1999年2月19日  | 文庫本 | 360頁 | ISBN 978-4-08-747013-0 | 不適用 |
| 朝鮮 (地區)  | 2007年8月16日  | 平裝書 | 319頁 | ISBN 978-895-883045-0  |        |
| 南海出版公司 | 2010年8月1日   | 平裝書 | 256頁 | ISBN 978-754-424708-5  | 李盈春 |
| 獨步文化     | 2010年12月30日 | 平裝書 | 320頁 | ISBN 978-986-656-275-4 | 林佩瑾 |

### 改編漫畫
曾登在宙出版的漫畫期刊《女性のたぁのミステリー傑作選》、《東野圭吾ミステリー 怪笑小説》中。
|          | 漫畫家 | 出版社 | 期刊           | 出版日期               | 書籍編碼 |
| -------- | ------ | ------ | -------------- | ---------------------- | -------- |
| 程序警察 |        | 宙出版 |                |                        |          |
| 補償     |        | 宙出版 |                |                        |          |
| 補償     | 宙出版 |        | 2006年10月10日 | ISBN 978-4-77-672071-3 |          |

## 故事簡介&登場人物

### 誘拐天國
- 原題：（小説すばる 1995年11月號）

由於女兒熱衷於教育孫子，身為祖父的豐作已好久沒和孫子玩了。他的麻將朋友們提議他把孫子拐走，好讓豐作和孫子能一起玩幾天。於是幾名老人利用自己的財富和手腕，開始實施這一綁架計劃……
登場人物
- 福富 豐作（Fukutomi Housaku）

日本國內首屈一指的富豪，健太的祖父。和寶船、錢箱一起實施綁架計劃。
- 錢箱 大吉（Zenibako Daikichi）

日本國內首屈一指的富豪。和寶船、福富一起實施綁架計劃。
- 寶船 滿太郎（Takarabune Mantarou）

日本國內首屈一指的富豪。和錢箱、福富一起實施綁架計劃。
- 福富 政子（Fukutomi Masako）

福富財閥的代表，豐作的女兒，健太的母親。
- 福富 健太（Fukutomi Kenta）

政子的兒子，金滿館幼稚園的學生。
- 福富 良夫（Fukutomi Yoshio）

政子的丈夫，入贅女婿，健太的父親。
- 月山 一郎（Tsukiyama Ichirou）

金滿館幼稚園的學生，健太的朋友，和健太一同被綁架。
- 火村 亞矢（Himura Aya）

金滿館幼稚園的學生，健太的朋友，和健太一同被綁架。
- 由香里（Yukari）

金滿館幼稚園的學生，健太的朋友，和健太一同被綁架。

### 天使
- 原題：（小説すばる 1996年2月增刊號）

美國科學家在南太平洋的小島上發現了一種奇妙的新生物，這種生物被命名為「Angel」。一時間「Angel」成為了人氣新寵兒，但隨之而產生的一系列問題卻是令人意想不到……
登場人物
- Angel

長有類似翅膀的鰭，外形酷似天使的新品種生物。因此被命名為「Angel」。

### 手工貴婦
- 原題：（小説すばる 1994年11月號）

在宴會上董事太太向部下的妻子們展示自己的手工作品，但其作品質量之低劣卻又讓人不得不恭維，令妻子們覺得難以應付……。
登場人物
- 安西 靜子（Anzai Shizuko）

丈夫在ABC電器的研究開發部工作。
- 安西 史明（Anzai Fumiaki）

安西靜子的丈夫。
- 富岡 貞子（Tomioka Sadako）

ABC電器董事的太太。
- 鳥飼 文惠（Torikai Fumie）

ABC電器的IC設計科長的太太。
- 町田 淳子（Machida Junko）

丈夫在ABC電器工作。
- 古川 芳枝（Furukawa Yoshie）

丈夫在ABC電器工作。
- 田中 弘美（Tanaka Hiroe）

丈夫在ABC電器工作。

### 程序警察
- 原題：（小説すばる 1993年11月號）

殺害了妻子的男人去警察局自首，但警察們卻只會死板地按照程序辦事……
登場人物
- 只野 一郎（Tadano Ichirou）

殺害妻子後前往警察局自首，但是……
- 只野 花子（Tadano Hanako）

一郎的妻子，被丈夫殺害。

### 爺爺當家
- 原題：（小説すばる 1994年4月號）

自薦獨自看家的伸太郎，其目的是為了偷看孫子的AV錄像帶。但因為不懂操作方法而在作困獸之鬥。
登場人物
- 伸太郎（Shintarou）

獨自留在家裡的老人，以前曾是教師。用盡一切辦法為觀看孫子的AV錄像帶，結果搞出一團糟。
- 貞男（Sadao）

伸太郎的兒子。
- 孝子（Takako）

貞男的妻子。
- 信彥（Nobuhiko）

伸太郎的孫子，房間裡藏著AV錄像帶。
- 小偷

曾成功闖空門盜竊的慣偷。在伸太郎獨自在家時進入。

### 傀儡新郎
- 原題：（小説すばる 1995年4月號）

名門望族的繼承人茂秋其實是個只會按母親的指示去做的人，這種性格令他在結婚當日鬧出一場大悲劇……
登場人物
- 御茶之小路 茂秋（Ochanokouji Shigeaki）

御茶之小路家的繼承人，新郎。毫無主見，只會按母親指示辦事。
- 御茶之小路 要子（Ochanokouji Youko）

茂秋的母親，御茶之小路家第十二代家主。從小嚴格培養茂秋。
- 山田 彌生（Yamada Yayoi）

茂秋的新娘。

### 女性作家
- 原題：（小説推理 1992年2月號）

暢銷女作家因待產而暫時停筆。然而她產後復出連載後卻拒絕外人到訪。雖然女作家依然準時交稿，但責任編輯無法釋然的心情卻逐日膨脹……。
登場人物
- 宮岸 玲子（Miyagishi Reiko）

女作家。
- 竹竿男

宮岸玲子的丈夫。
- 川島（Kawashima）

四葉社的編輯，宮岸玲子的責任編輯。
- 尾高（Odaka）

四葉社的總編。

### 殺意使用說明書
- 原題：（週刊小説 1993年7月號）

我在舊書店裡買了一本名叫《殺意使用說明書》的書。一開始以為是假的，沒想到它竟然真的是教人如何使用殺意的說明書。我一邊看，一邊想到我最想殺的人……
登場人物
- 我

OL。在舊書店裡買了一本《殺意使用說明書》。
- 矢口 育美（Yaguchi Ikumi）

「我」在大學時代的朋友，「我」正在考慮要不要殺了她。
- 緒方 洋一（Ogata Youichi）

「我」的前男友。但被育美搶走，後來和育美結了婚。

### 補償
- 原題：（野性時代 1994年10月號）

鋼琴教師實穗收了一個奇怪的學生，那個學生是一個中年男人，而且連基本的知識也沒掌握。他為何要想學鋼琴呢？
登場人物
- 藤井 實穗（Fujii Miho）

鋼琴教師。
- 栗林（Kuribayashi）

在某家電製造商工作。藤井實穗授課的學生。
- 栗林 由香（Kuribayashi Yuka）

栗林的女兒，高中生。
- 栗林的妻子

對丈夫上鋼琴課表示不滿。
- 橋本（Hashimoto）

栗林的部下。
- 真鍋 浩三（Manabe Kouzou）

統和醫科大學第九教室教授。

### 光榮的證詞
- 原題：（週刊小説 1994年12月號）

孝三少言寡語，性情陰沉，周圍的人也不怎麼和他說話。某天他突然成為了殺人案的目擊者，而向警方提供了證言。之後孝三以此為豪，逢人就提起這件案子。
登場人物
- 正木 孝三（Masaki Kouzou）

在金屬加工公司工作。在週末下班回家時目擊了殺人案。
- 房東

孝三所住公寓的房東。
- 下田 春吉（Shimoda Harukichi）

中餐館的老闆，被人殺害。
- 山下 一雄（Yamashita Kazuo）

下田春吉的徒弟，因殺害下田春吉的嫌疑而被捕。

### 本格推理證物之開運鑑定團
- 原題：（小説すばる 1996年5月號）

在「本格推理周邊鑑定秀」裡，天下一大五郎偵破過的「壁神家殺人事件」中的被作為犯案道具的頂門棍被帶去鑑定，會場內頓時沸騰。然而鑑定師壁神辰哉對此的估價是0元。
登場人物
- 山田 史朗（Yamada Shirou）

帶著「壁神家殺人事件」裡的頂門棍上鑑定秀鑑定。
- 山田 鐵吉（Yamada Tetsukichi）

《名偵探的守則》的第一章「密室宣言—犯罪詭計之王」的第一發現者。史朗的父親。
- 黑田 研二（Kuroda Kenji）

「本格推理周邊鑑定秀」的主持。
- 白山 亞里沙（Shirayama Arisa）

「本格推理周邊鑑定秀」的助理主持。
- 壁神 辰哉（Kabegami Tatsuya）

特邀鑑定師。
- 綾小路 道彥（Ayanokouji Michihiko）

固定嘉賓。
- 本山 元雄（Motoyama Motoo）

帶著「小竹料亭殺人事件」的凶器「萬元鈔」上鑑定秀鑑定。

### 綁架聯絡網
- 原題：（小説宝石 1995年1月號）

川島收到了一個自稱綁架犯打來的電話，聲稱他綁架了一個小孩並要求贖金。然而川島和被綁的小孩完全沒有關係，且綁架犯並不勒索小孩的父母，反而打給不相關的川島，並在川島拒絕時指責對方不負責任。這時川島想到了轉移責任……
登場人物
- 川島（Kawashima）

被綁架犯打電話要求代支無關係的小孩的贖金。
- 鈴木（Suzuki）

主婦。被川島轉移支付贖金的責任。
- 山田（Yamada）

綁架犯。要求川島支付贖金。
- 大橋（Oohashi）

被山田要求支付贖金。

## 戲劇
- 程序警察　　　　1999年9月27日，「富士電視台」，『世界奇妙物語 秋季特別篇』

導演：，主演：玉置浩二
- 殺意使用說明書　2010年10月4日，「富士電視台」，『世界奇妙物語 20週年特別節目・秋 〜人氣作家競演篇〜』

導演：植田泰史，主演：玉木宏
- 綁架聯絡網　　　2012年10月1日，「配信ドラマ」，『笑 第三笑』

導演：英勉，主演：石丸謙二郎、三上博史、米木拉

## 外部連結
- （日語）毒笑小説｜集英社文庫（日本）｜BOOKNAVI｜集英社 （页面存档备份，存于）
- （繁體中文）博客來網路書店 毒笑小說 （页面存档备份，存于）
- （简体中文）豆瓣讀書：毒笑小說 （页面存档备份，存于）